# Грос Наундорф
Грос Наундорф (њем. Groß Naundorf) општина је у њемачкој савезној држави Саксонија-Анхалт. Једно је од 39 општинских средишта округа Витенберг. Према процјени из 2010. у општини је живјело 733 становника. Посједује регионалну шифру (AGS) 15091125.

## Географски и демографски подаци
Грос Наундорф се налази у савезној држави Саксонија-Анхалт у округу Витенберг. Општина се налази на надморској висини од 77 метара. Површина општине износи 17,7 km². У самом мјесту је, према процјени из 2010. године, живјело 733 становника. Просјечна густина становништва износи 41 становника/km².